# Rio Preto (vattendrag i Brasilien, Goiás, lat -13,63, long -48,11)
Rio Preto är ett vattendrag i Brasilien.   Det ligger i delstaten Goiás, i den centrala delen av landet, 240 km norr om huvudstaden Brasília.
Omgivningen kring Preto är huvudsakligen savann. Området är nästan obefolkat, med mindre än två invånare per kvadratkilometer.